# 卡姆亞內 (利維夫州)
49°25′5″N 24°12′40″E / 49.41806°N 24.21111°E
卡姆亞內（羅馬化：Kamiane）是烏克蘭西部的村莊，隸屬利維夫州的斯特雷區。該村面積1.1平方公里，海拔高度260米，2016年人口539，人口密度每平方公里552.73人。